# Jimmy Simons (voetballer, 24 oktober 1970)
Jimmy Simons (Paramaribo, 24 oktober 1970) is een voormalig Nederlands voetballer van Surinaamse komaf.
Simons begon zijn loopbaan in het seizoen 1988/89 bij Feyenoord. Hierna ging hij, eerst op huurbasis, naar SVV waar hij na een korte tijd bij Sparta Rotterdam, terugkeerde na de fusie met Dordrecht'90. Na periodes bij RBC en Excelsior sloot Simons zijn loopbaan af in België bij KVV Overpelt Fabriek. Hij speelde meer dan 150 wedstrijden waarin hij 30 doelpunten maakte.
Ook zijn broer Jerry was profvoetballer. Beiden ontsnapten aan de SLM-ramp omdat hun moeder een voorgevoel had en ze een andere vlucht zouden nemen.

## Clubs
- Neptunus (jeugd)
- Excelsior (jeugd)
- 1988/89:  Feyenoord
- 1989/90:  SVV (huur)
- 1989/91:  SVV
- 1991/12-91:  Sparta Rotterdam
- 01-92-92:  SVV/Dordrecht'90
- 1992/93:  Dordrecht'90
- 1993/96  RBC Roosendaal
- 1996/98:  Excelsior
- 1998/99:  KVV Overpelt Fabriek